# César Franck
César Franck (n. 10 decembrie 1822, Liège, Regatul Unit al Țărilor de Jos – d. 8 noiembrie 1890, Paris, Franța) a fost un compozitor belgian, devenit cetățean francez în 1870. El a adus simfonia într-o ipostază realmente inedită, utilizând principiul ciclic. Acesta se referă la o problemă de arhitectură muzicală și se referă la un motiv sau la o temă care leagă organic părțile lucrării, fiind un element generator al temelor din celelalte părți. César Franck a avut reușite deosebite și în variațiunile simfonice pentru pian și orchestră, o sinteză între sonată,  variațiune și concert instrumental. Totodată, el a scris și poeme simfonice și  a propus o inovație frapantă, prin adăugarea corului (în poemul simfonic cu cor „Psyche”), al cărui rol este de comentator, aidoma celui dintr-o tragediegreacă.